# Cathédrale de Hongdong
La cathédrale de Hongdong est une cathédrale catholique située en République populaire de Chine dans le xian de Hongdong, ville-préfecture de Linfen, dans la province du Shanxi. Elle dépend du diocèse de Hongdong érigé en 1932.

## Histoire
La cathédrale précédente a été démolie en 1958 par les autorités locales communistes à une période de répression contre les cultes, le district ayant été choisi comme région pilote d'élimination de la religion dans le Shanxi (l'autre district pilote était le Pingyang dans le Zhejiang)[réf. nécessaire].
Les cultes ont été de nouveau tolérés à partir des années 1980 sous une étroite surveillance de l'État. La cathédrale actuelle a été construite en 2002 dans un style éclectique occidental rappelant le néo-gothique avec deux hautes tours flanquant la façade.